# Спасибо, мистер Мото
«Спасибо, мистер Мото» (англ. Thank You, Mr. Moto) — детективный фильм режиссёра Нормана Фостера, который вышел на экраны в 1937 году.
Это второй в серии из восьми фильмов о мистере Мото с Питером Лорре в главной роли. В его основу положен роман американского писателя Джона П. Маркванда «Спасибо, мистер Мото» (1936).
Фильм рассказывает о международном детективе японского происхождения мистере Мото (Питер Лорре), который вступает в борьбу с преступниками, желающими захватить семь древних китайских свитков, которые, будучи собраны вместе, укажут место, где находится гробница Чингисхана и его сокровища. Пять свитков хранится у представителей древнего китайского рода Чанг (Полин Фредерик и Филип Ан), один список бандитам удалось выкрасть из музея, где он экспонировался, и последний список мистер Мото обнаружил в пустыне Гоби, о чём стало известно преступникам. С помощью пыток злодеи получают свитки у китайской семьи, а также, как они полагают, и свиток мистера Мото, который в действительности отдаёт им подделку. Добравшись до речного корабля, преступники собираются плыть к месту гробницы, однако мистер Мото успевает догнать преступников, убивает главного злодея (Сидни Блэкмер), а сами свитки сжигает, чтобы не дать возможность преступникам завладеть ими, и чтобы избавить от позора род Чанг.
Современные критики считают этот фильм одним из лучших в серии о мистере Мото благодаря быстрому темпу, хорошим производственным качествам, а также отличной игре Лорре и группы актёров второго плана.

## Сюжет
Через пустыню Гоби движется верблюжий караван. Когда начинается песчаная буря, объявляется привал, и Кентаро Мото (Питер Лорре), который идёт вместе со всеми под видом китайского крестьянина, устанавливает свою палатку. Проверив затем древний свиток в своей сумке, он устраивается на ночлег. Некоторое время спустя в его палатку проникает начальник каравана Нинг (Чарльз Стивенс), который пытается заколоть Мото, однако тот замечает своего врага, и сам убивает его, а затем прячет тело. На следующий день караван достигает Пекина, где на въезде в город проходит таможенный контроль. Белый человек по имени Шнайдер (Вильгельм фон Бринкен) просит китайского офицера тщательно обыскать мистера Мото, однако у того ничего не находят. Тогда Шнайдер просит отвезти его в комнату для более тщательного досмотра. Когда Шнайдер ломает бамбуковую трость Мото и извлекает из неё свиток, Мото выхватывает свиток из его рук и убегает в город. После продолжительной погони Мото забегает в дорогую гостиницу «Гранд Отель», где скрывается в своём номере и переодевается в костюм джентльмена. Разбирая почту, Мото находит приглашение на званый приём, который устраивает полковник Чернов (Зиг Руман) в честь американки Элеоноры Джойс (Джейн Риган). На приёме Мото знакомится с молодой, привлекательной Элеонорой, выясняя, что она дочь известного бизнесмена, торгующего с Китаем, и приехала в эту страну, чтобы написать книгу о древнем искусстве этой страны. На приёме мистер Мото также наблюдает за чопорной мадам Чанг (Полин Фредерик) и её сыном принцем Чангом (Филип Ан), которые являются последними представителями старого и знатного, но обедневшего рода. Они владеют пятью из семи свитков, по которым, если их собрать вместе, можно установить место захоронения гробницы Чингисхана и его сокровищ. Чернов приглашает принца Чанга в свой кабинет, чтобы поговорить наедине, где предлагает заплатить большие деньги за эти свитки. Принц хотя и нуждается в деньгах, однако верный долгу перед своим родом, на который возложена миссия хранить свитки, отказывается их продавать. Тогда Чернов достаёт пистолет и направляет его на Чанга, намереваясь застрелить его. Несколько минут спустя принц Чанг незаметно покидает приём, после чего Элеонора заходит в кабинет полковника Чернова, обнаруживая, что тот мёртв. Она видит там также Мото, который забирает из рук Чернова пистолет и кладёт в его руки кинжал, имитируя самоубийство. Элеонора хочет немедленно сообщить обо всём в полицию, однако Мото останавливает её, говоря, что пока это преждевременно.
На следующий день Чанг встречается с Мото, который в действительности убил Чернова, спасая принцу жизнь. В знак благодарности Чанг показывает Мото пять свитков, которые хранит их семья. У них был и шестой свиток, который Чанги передали в музей для демонстрации на выставке, однако там он пропал. Седьмой свиток хранился в пустыне Гоби, и Мото уже добыл его. Мадам Чанг говорит, что долг их семьи — проследить за тем, чтобы гробница Чингисхана не была осквернена. В тот же день Элеонора принимает в доме у Черновых торговца антиквариатом Перейру (Джон Кэррадайн), у которого она видит древний свиток, который хочет купить, однако цена кажется ей слишком высокой. В этот момент её навещает молодой американский дипломат Том Нельсон (Томас Бек), с которым она познакомилась на приёме, и они отправляются на прогулку в город. Там они встречают Мото, который вскоре заходит в антикварную лавку Перейры и просит показать древний свиток. Мото быстро устанавливает, что это подделка, заставляя Перейру сознаться, что тот похитил из музея оригинал, и требует назвать имя заказчика похищения. Однако прежде чем Перейра успевает что-либо сказать, из проезжающей машины через витрину в Перейру стреляют, убивая его на месте. Как раз в этот момент Элеонора и Том подходят к антикварной лавке, где видят, что Перейру застрелили, и Мото на месте убийства. Они уходят в кафе, где Элеонора пытается сказать Тому, что полковник Чернов не убивал себя, однако неожиданно появляется мистер Мото, который даёт Элеоноре понять, что не стоит продолжать этот разговор. Когда Мото возвращается в свой номер, то обнаруживает, что всё в нём перевёрнуто верх дном. Чувствуя, что преступник всё ещё здесь, Мото демонстративно оставляет свой пистолет на видном месте на столике, после чего уходит в другую комнату, где незаметно прячет свой оригинальный свиток и берёт в руки подделку. В этот момент преступник, которым оказывается Шнайдер, выходит из укрытия и забирает пистолет Мото. Затем, угрожая этим пистолетом, Шнайдер отбирает у Мото свиток и дважды стреляет в него упор. Мото падает, и, решив, что он убит, Шнайдер со свитком уезжает. Пистолет Мото однако был заряжен холостыми патронами, и Мото не пострадал. После ухода Шнайдера он следит за ним, выясняя, что тот приехал к дому вдовы полковника, мадам Черновой (Недда Харриган).
Вечером Том провожает Элеонору до дома мадам Черновой, где Элеонора остановилась, и на прощанье они целуются. Перед сном, зайдя за книгой в библиотеку, Элеонора случайно видит, как мадам Чернова открывает там потайной сейф, откуда достаёт доставленный Шнайдером свиток. Затем она звонит кому-то по телефону, говоря, что получила свиток, и договаривается о встрече. После этого она выходит на улицу и садится в машину к Шнайдеру. Проследив, как мадам Чернова уезжает, Элеонора возвращается в библиотеку, где видит около сейфа мистера Мото, сообщая ему, что мадам Чернова уже увезла свиток. Чтобы развеять подозрения Элеоноры в отношении себя, мистер Мото показывает ей удостоверение следователя международной организации импортёров, после чего через телефонную компанию устанавливает, что мадам Чернова созванивалась с Кергером, который также был на приёме. Мото звонит домой Чангу, чтобы предупредить его о возможном визите преступников, однако трубку снимает Кергер (Сидни Блэкмер), который оказывается главарём банды и любовником мадам Черновой. Понимая, что Чанг в беде, Мото направляется к нему домой. Однако дворецкий Черновых по имени Иван (Джон Блейфер), который подслушал разговор мистера Мото и Эделоноры о свитках, бьёт Мото по голове, и тот теряет сознание. Затем Иван хватает Элеонору и привозит её к Кергеру, где её держат как заложницу. В доме Чанга Кергер вместе со Штайнером уже связали принца и требуют сказать, где спрятаны свитки. Когда принц Чанг отказывается говорить, Кергер приказывает привести мадам Чанг, намереваясь с помощью пыток матери выбить из сына нужную информацию. Увидев это, принц Чанг называет бандитам место, где хранятся свитки. Когда, забрав свитки, преступники уходят, мадам Чанг нападает на Кергера с ножом, но он её убивает из пистолета.
Тем временем по просьбе Элеоноры в дом мадам Черновой приезжает Том, обнаруживая там лишь Мото, который приходит в себя после удара. Вдвоём они направляются в дом к принцу Чангу. Там они видят, что мадам Чанг убита, принц связан, а преступники со свитками и с Элеонорой исчезли. Мото и Том развязывают принца, однако он, чувствуя себя обесчещенным из-за того, что допустил кражу свитков, берёт кинжал и убивает себя. Мото подбегает к умирающему принцу, и обещает ему отомстить за честь семьи Чанг и спасти гробницу от разорения. Перед смертью принц говорит, что слышал, как Кергер говорил о том, что поедет к мосту Марко Поло. Мото вместе с Томом бросается в погоню за преступниками. Тем временем Кергер и его люди уже покинули город и грузятся на речной корабль, чтобы плыть за сокровищами. Около пирса Мото и Том догоняют преступников, и Шнайдер открывает по ним огонь. Машина Мото на полном ходу падает в реку, и бандиты расстреливают место, куда она упала. Вскоре они извлекают из воды и хватают Тома, однако, так и не найдя Мото, решают, что он погиб.
Оказавшись на корабле, Том видит связанную Элеонору, а затем говорит, что полицейские идут по их следу и скоро будут здесь. Кергера однако это не беспокоит, так как согласно свиткам, они поплывут неизвестным маршрутом, которым не пользовались уже 600 лет. Тем временем матросы, опасаясь призраков на неизвестном пути, отказываются отправляться в плавание. Пока с ними идёт разборка, Мото незаметно поднимается на борт, расправляется со Шнайдером, после чего заявляет Кергеру, что Шнайдер забрал у него подделку, а оригинал, где указано точное место сокровищ, находится по-прежнему у него. После этого Мото вступает в торг, предлагая Кергеру объединить усилия и разделить предстоящую добычу. Не имея свитка при себе, Мото предлагает нарисовать его от руки, так как в точности помнит его. Когда мадам Чернова говорит Кергеру, что Мото его обманывает, мистер Мото заявляет, что это Кергер обманул её и бежал для того, чтобы в конце концов остаться с Элеонорой. Быстро сориентировавшись в ситуации, Элеонора это подтверждает. Мадам Чернова бросается на Кергера, и тот стреляет, но мадам Чернова отводит его руку, и он попадает в Шнайдера. В этот момент Мото добирается до Кергера и вступает с ним в драку. В ходе борьбы Мото подбирает с пола пистолет и стреляет в Кергера. Затем Мото забирает свитки и сжигает их. Потрясённым Элеоноре и Тому он объясняет, что таким образом обеспечит сохранность сокровищ Чингисхана от попадания в преступные руки и выполнит обещание, данное принцу Чангу, чем спасёт его род от позора.

## В ролях
- Питер Лорре — мистер Кентаро Мото
- Томас Бек — Том Нельсон
- Полин Фредерик — мадам Чанг
- Джейн Риган — Элеонора Джойс
- Сидни Блэкмер — герр Кергер
- Зиг Руман — полковник Чернов
- Джон Каррадайн — Перейра
- Вильгельм фон Бринкен — Шнайдер
- Недда Харриган — мадам Чернова
- Филип Ан — принц Чанг
- Джон Блейфер — Иван

## Создатели фильма и исполнители главных ролей
Режиссёр Норман Фостер в период с 1936 по 1993 год поставил 43 фильма, в том числе шесть из восьми фильмов про мистера Мото 1937—1939 годов, три фильма про Чарли Чана 1939—1940 годов, а также приключенческую комедию «Рейчел и незнакомец» (1948) и фильмы нуар «Путешествие в страх» (1943), «Женщина в бегах» (1950) и «Поцелуями сотри кровь с моих рук» (1948).
Питер Лорре, который родился в Австро-Венгрии, начинал свою кинокарьеру в Германии, где прославился после главной роли серийного маньяка в раннем фильме нуар «М» (1931). В 1933 году после прихода Гитлера к власти Лорре уехал в Голливуд, где добился успеха благодаря ролям в таких фильмах, как «Человек, который слишком много знал» (1934) и «Безумная любовь» (1935). Как пишет Соарес, «судя по всему, морфиновая зависимость была большой частью жизни Лорре в те годы. То, что начиналось как облегчение боли при заболевании желчного пузыря, вошло у него в привычку в ряде санаториев, и именно во время одного из этих визитов к нему обратились с предложением сыграть мистера Мото. И его здоровье, и карьера были в упадке, и поэтому он согласился». В общей сложности на протяжении 1937—1939 годов Лорре сыграл мистера Мото в восьми фильмах. Сериал закончился в конце 1930-х годов, когда антияпонские настроения прокатились по всей Америке из-за нарастающей угрозы начала войны, и Лорре отказался от своего контракта, потому что, по словам историка кино Денниса Шварца, «его больше не устраивала эта застойная роль в киносериале категории В». Как пишет киновед Эмили Соарес, «хотя фильмы о Мото были популярны, как их создатели, так и критики не воспринимали их всерьёз». В 1940 году Лорре снова сыграл маньяка в картине «Незнакомец на третьем этаже» (1940), которую многие называют первым фильмом нуар, после чего последовали роли в таких знаменитых картинах, как «Мальтийский сокол» (1941) и «Касабланка» (1942).

## Образ мистера Мото
Роман «Спасибо, мистер Мото», по которому поставлен этот фильм, впервые появился в виде серии в журнале Saturday Evening Post в период с 8 февраля по 14 марта 1936 года. Его написал постоянный автор журнала Джон П. Маркванд, который годом ранее уже опубликовал в нём первый роман о мистере Мото (в общей сложности, вплоть до 1957 года Маркванд написал шесть романов о мистере Мото). В 1937 году Маркванд опубликовал роман «Покойный Джордж Эпли», который стал бестселлером и принёс ему Пулитцеровскую премию.
Как пишет Соарес, Маркванд задумал сериал о мистере Мото во время путешествия по Японии, частично спонсируемого журналом Saturday Evening Post, «который надеялся извлечь выгоду из успеха Чарли Чана с помощью сериала с участием другого азиатского персонажа». Во время этой поездки в Японию за Марквандом «повсюду, куда бы тот ни пошел, следовал невысокий, безупречно вежливый детектив, как будто пытающийся понять, действительно ли он был просто безобидным туристом».
Взяв этого японского детектива за основу своего образа, «Маркванд построил вокруг него целую серию книг». Однако, по словам Соарес, «кинематографический персонаж не всегда полностью соответствует литературной версии, где мистер Мото — смертоносный мастер на все руки». В фильмах он «также убивает, но при этом предпочитает пить молоко. Объездивший весь мир и говорящий на нескольких языках, утонченный и спокойный, мистер Мото при этом смертельно опасен для своих врагов, которые так часто его недооценивают». Как пишет историк кино Деннис Шварц, «мистер Мото — это солдат удачи, выдающий себя за импортёра и работающий в качестве хобби в качестве сотрудника международной полиции. Искушенный детектив с мягким голосом, он не против того, чтобы убивать и оказывать физическое воздействие, демонстрируя своё мастерство в боевых искусствах». Кроме того, он "свободно владеет многими языками, и «в качестве странной причуды предпочитает молоко выпивке».

## История создания фильма
Как пишет историк кино Эмили Соарес, со смертью Эрла Дерра Биггерса, автора рассказов о Чарли Чане, компания Twentieth Century Fox почувствовала, что ей следует расширить список тех, кого тогда называли «восточными сыщиками», и в 1937 году приобрела рассказы Маркванда о мистере Мото.
Изначально студия планировала сделать один фильм категории А о мистере Мото, однако когда основные продюсеры отказались от этого проекта, материал передали «колбасной фабрике» исполнительного продюсера Сола М. Вуртцеля, рассчитывая, что он сможет сделать сериал категории В.
Как продолжает Соарес, в то время у студии Fox были проблемы с подбором ролей для Питера Лорре. Решив, что маленький рост и сдержанность Лорре хорошо подойдут для образа Мото, студия доверила эту роль ему. Режиссёром картины был назначен бывший актёр Норман Фостер, незадолго до того ставший сценаристом и режиссёром. Фостер однако поначалу возражал против назначения Лорре на роль мистера Мото, и вопреки традициям того времени, настаивал на том, чтобы взять на роль азиатского актёра. Однако, как пишет Соарес, ему отказали. Когда Фостер всё-таки взялся за работу, ему «пришлось переписать множество плохих сценариев о мистере Мото, в большинстве случаев переделывая оригинальные истории в неузнаваемые адаптации, которые, тем не менее, хорошо воспроизводились на экране».
По словам Соарес, как и большинство белых актёров, игравших азиатов в ту эпоху, «Лорре надел на роль жёлтое лицо». Его лицо и волосы были слегка затемнены, и, как сообщается, он носил загубник для некоторых крупных планов, хотя другие источники утверждают, что зубы были его собственными. Подводка для глаз и очки в стальной оправе дополняли образ мистера Мото. Лорре сопротивлялся обильному гриму и замазке, распространённым в то время, намереваясь создавать образ Мото через его внутренний мир.
В биографии Стивена Д. Янгкина (англ. Stephen D. Youngkin) «Потерянный: жизнь Питера Лорре» (англ.  The Lost One: A Life of Peter Lorre ) актёр следующим образом описывает своего персонажа и свою роль: «Мистер Мото — японец, умный, быстро соображающий, довольно обходительный человек. Что ж, тогда я становлюсь таким человеком, я делаю всё правильно. Мне не нужно изучать настоящего японца, чтобы знать, что делать. Это неправильно. Существует типизированное представление о каждой национальности, и актёры думают, что они должны подражать этой идее, как будто японские или китайские мужчины не настолько же разнообразны, как и мы!… Каждый человек действует в соответствии с тем, кто он есть. Когда ты представишь себе, каков он, ты должен действовать так, как он».
Кроме того, по словам Соарес, Мото «должен был быть смертоносным мастером боевых искусств и непобедимым в бою. В то время из-за проблем со здоровьем Лорре было трудно даже подниматься по лестнице, не говоря уж о том, чтобы победить международного злодея», поэтому ему дали идеального дублера-каскадёра Харви Пэрри, живую легенду, которого называли «дуайеном голливудских каскадеров». Работая в паре, Лорре и Пэрри «наделили Мото достаточной смертоносной ловкостью, чтобы нанести серьёзный удар по международным шпионам».
Это был второй фильм в серии из восьми фильмов о мистере Мото.
Фильм находился в производстве с конца октября до середины ноября 1937 года и вышел на экраны 24 декабря 1937 года.
Как говорят, настроение Лорре во время работы над фильмом «было неустойчивым и непредсказуемым». В биографии Лорре «Потерянный» сын режиссёра картины Роберт Энтони Фостер вспоминает случай, когда «Лорре, подавленный и изолированный в своём трейлере, с навязчивым ужасом слушал речи Гитлера», и когда его вызвали обратно на съемочную площадку, он произнёс: «Весь мир разваливается на части, а вы хотите, чтобы я снимался в кино!».
Судьба киносериала была тесно связана с развитием международной политической ситуации. По словам Соарес, к 1937 году «сериалу о Мото пришлось преодолевать волну антияпонских настроений, охватившей страну после жестокого вторжения Японии в Китай в том году. Тем не менее, сериал сохранил, по сути, позитивное представление о своём главном герое. Более утонченный и образованный, чем большинство англоязычных персонажей, с которыми он сталкивается, Мото использует высокомерное отношение иностранцев в своих собственных целях, наслаждаясь покровительством, которое ведёт их к погибели».

## Оценка фильма критикой

### Общая оценка фильма
По мнению историка кино Денниса Шварца, этот сериал является «отдалённым конкурентом более популярного сериала о Чарли Чане, однако его украшает хитрая и ловкая игра Питера Лорре, который появлялся во всех эпизодах». Киновед Ханс Воллстейн отмечает, что «как убедительно доказывает этот фильм, лучшие приключения японского бизнесмена мистера Мото легко выходят на один уровень с теми, что предлагает детектив из Гонолулу Чарли Чан».
По словам киноведа Эмили Соарес, «Фостер, который был сценаристом и постановщиком шести из восьми фильмов о Мото и нескольких фильмов о Чарли Чане, сказал, что он упорно трудился над тем, чтобы Мото отличался от Чана». И действительно, «Мото более инициативен и жесток, чем Чан, предпочитая атаковать, а не системно прокладывать свой путь к разгадке истории». Помимо этого, Фостер пытался «повысить производственные качества фильмов о Мото, также наполнить их новыми лицами и высококачественными характерными актёрами», такими как Джон Кэррадайн и Зиг Руман.
Как отмечает рецензент журнала TV Guide, этот «второй фильм о мистере Мото является одним из лучших в серии» благодаря быстрому темпу, хорошим производственным качествам, игре Лорре «в роли миниатюрного международного детектива», а также «прекрасному актёрскому составу второго плана». Соарес также считает, что этот «фильм о мистере Мото, считается одним из лучших в серии». По её мнению, «фильм жестокий и динамичный, а мотивы действий мистера Мото в первой трети не до конца понятны. Поскольку в начале фильма он убивает и хоронит напавшего на него человека и вскоре после этого совершает ещё одно убийство, неясно, на чьей он стороне». К кульминации фильма, когда количество жертв возрастает, зрители уже не сомневаются в том, что «Мото работает на стороне добра». (Кстати, в последующих фильмах о Мото, с тем, чтобы сделать главного героя более привлекательным, создатели значительно уменьшают число его жертв). В конце фильма, как пишет Соарес, «наш нетрадиционный герой сохраняет культурную целостность и навсегда стирает путь к сокровищам Чингисхана, уничтожая бесценные свитки, которые искали злодеи».

### Оценка работы режиссёра и актёрской игры
По словам Шварца, уроженец Австро-Венгрии, Питер Лорре делает образ мистера Мото «забавным, с воодушевлением изображая азиата с жёлтым лицом и в очках в стальной оправе». Как отмечает Воллстейн, «миниатюрный детектив мистер Мото в исполнении Лорре (которому потребовалось совсем немного грима, чтобы стать правдоподобным голливудским японцем) — это скорее не кабинетный сыщик, а герой боевика», который не боится сразиться со злодеями. Критик также считает, что «актёры второго плана подобраны хорошо, а режиссура Нормана Фостера сильна и точна».
Как пишет Соарес, «мнения о том, повлияли ли проблемы Лорре с наркотиками на качество его игры, расходятся». По словам Фостера, количество дублей, необходимых для того, чтобы заставить Лорре сделать что-нибудь искусное, было настолько чрезмерным, что он в итоге отказался от этого. С другой стороны актёр Леон Эймс, который сыграл с Лорре в нескольких других фильмах о Мото, нашёл его неизменно точным в работе с текстом: «Он был точен. Этот человек никогда не пропускал ни слова, ни строчки в своём тексте, никогда. Он был как компьютер».